# Димитър Шалдев
Димитър Н. Шалдев е български просветен деец от Македония в края на XIX век.

## Биография
Роден е в 1860 година боймишкото градче Гумендже, тогава в Османската империя, днес в Гърция. Произхожда от известния гуменджански род Шалдеви. Става учител и е назначен от Българската екзархия да преподава в българското училище в Солун в учебната 1875/1876 година. След това на следната 1876/1877 година преподава в българското училище в Радовиш.
След това е преместен да преподава в родния си град. След като гумендженското българско училище става класно, Шалдев в ролята си на главен учител в 1883 година открива втори клас. След това е главен учител в Неврокоп. Учител е бил и в Дойран.
Женен е за София, с която имат деца Георги, Живко, Владимир (1891 - 1908) и Екатерина.